# Promnitz (Zeithain)
Promnitz è una frazione del comune tedesco di Zeithain, nota per aver dato nome all'omonima famiglia nobile.